# Alboga kyrka
Alboga kyrka är en kyrkobyggnad i den sydöstra delen av Herrljunga kommun. Den tillhör sedan 2021 Herrljungabygdens församling (tidigare Alboga församling) i Skara stift.

## Alboga gamla kyrka
Söder om platsen för nuvarande kyrka fanns en stenkyrka i romansk stil från omkring år 1200. Den hade långhus och kor, med ett vapenhus i trä och en sakristia som tillbyggts på 1800-talet. Taket och läktarskranket hade rikligt med målningar. År 1891 beslutades om rivning inför bygget av en ny kyrka. 

## Kyrkobyggnaden
Platsen för den nya kyrkan var kontroversiell och bestämdes efter en omröstning. Beslutet kvarstod sedan ett överklagande hade avslagits. Bygget inleddes 1893 på det så kallade Kyrkberget norr om Alboga by, 266 meter över havet. Enligt sägnen skulle denna höjd ha använts som offerplats före kristendomens införande. 
Byggnaden ritades av arkitekt Folke Zettervall och invigdes den 12 juli 1896. Kyrkans grund och väggar består av råhuggna rödgranitkvadrar. Sadeltaket täcks av rött tvåkupigt tegel. Planen är ett långhus med ett femsidigt avslutande kor i öster och kyrktorn i väster med koppartäckt spira. Norr om koret finns en vidbyggd sakristia. De romanska fönstren är tätspröjsade och har vitmålade bågar.
Vid en renovering 1912 byttes ruttet trävirke i tornet ut. Vid en ytterligare restaurering 1957-1957 ersattes träkorset på altaret av ett krucifix och korfönster med glasmålningar av Einar Forseth tillkom.

## Inventarier

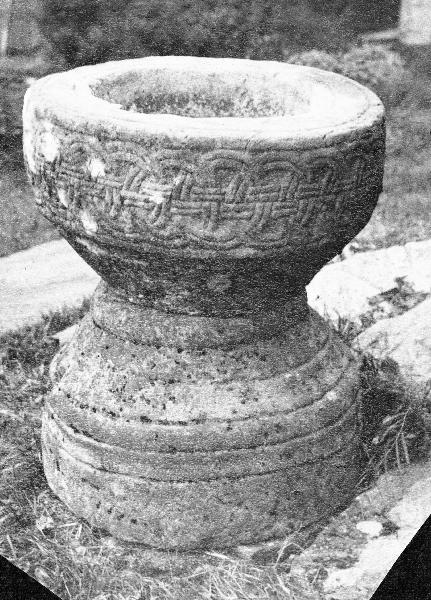
Dopfunten

- Dopfunt av sandsten tillverkad under 1100-talet i två delar. Höjd: 85 cm. Upphovsman är stenmästaren Andreas, som är känd till namnet genom att han signerat två av sina dopfuntar: de som ursprungligen tillhört Gällstad och Finnekumla kyrkor, idag på Statens historiska museum. Cuppan är cylindrisk, något rundad och med skrånande undersida. Runt livet finns en fris av ringkedjor. På randen två försänkta koncentriska cirklar. Foten är rund med skrånande översida och överst avslutad med en vulst. Foten är indelad i fyra koncentriska cirklar. Uttömningshålet är centralt. [1]
- Ovanför dopfunten finns en snidad Kristusbild i trä utförd av bygdekonstnären Alfred Fredén.
- Det mittersta av de tre altarfönstren har en glasmålning utförd av Einar Forseth.
- Nattvardskalk i silver.
- Brukrona i silver, donerad 1943.

- Kyrkan har två klockor. Lillklockan är av senmedeltida typ med ett tomt skriftband runt halsen.[2] Storklockan är samtida med nuvarande kyrka och levererad av Bergholtz klockgjuteri.

## Orgel
Orgeln på västra läktaren är tillverkad av Lindegren Orgelbyggeri AB och installerades 1933. Den har åtta stämmor fördelade på manual och pedal. Fasaden är stum. Som huvudinstrument används idag en digitalorgel.
Disposition (läktarorgeln):
| Manual (C-g3)       | Pedal (C-d1)         | Koppel     |
| ------------------- | -------------------- | ---------- |
| Borduna 16'         | Subbas 16' (transm.) | Man/Ped    |
| Principal 8'        |                      | Man 4'/Man |
| Rörflöjt 8'         |                      |            |
| Salicional 8'       |                      |            |
| Voix céleste 8'     |                      |            |
| Oktava 4'           |                      |            |
| Flûte octaviante 4' |                      |            |
| Crescendosvällare   |                      |            |

Fast kombination: Forte